# Partit Republicà Autònom Navarrès
El Partit Republicà Autònom Navarrès (PRAN) va ser creat el 23 de maig de 1914 per Gregorio Huder, seguint el pas a altres PRA d'arreu d'Espanya. Va ser creat el mateix any que el seu homòleg aragonès, però no tenia premsa de divulgació pròpia pel que va utilitzar la del PRA Aragonés, La Idea (1914) i El Ideal de Aragón (1915) que van arribar a Pamplona i Tudela. En 1926 es va sumar al manifest d'Aliança Republicana.
El partit va mantenir la seva activitat fins i tot durant la dictadura de Primo de Rivera. Mariano Ansó, membre llavors del PRAN, va fundar juntament amb altres membres del Cercle Republicà de Pamplona el setmanari La República en 1930. La seva seu es trobava en la plaça del Castillo. Encara reconeixent l'antirepublicanisme del clergat va mantenir caràcter confessional catòlic. Juan Echepare Aramendía va dirigir en 1930 el partit i va participar en els preparatius de la Sublevació de Jaca i de la Revolta de Cuatro Vientos. Per això va ser empresonat a Madrid, on va travar amistat amb Niceto Alcalá-Zamora i amb els caps de la revolta.
En 1931 Serafín Huder, germà de Gregorio juntament amb altres correligionaris el van reorganitzar i comenzarrn a crear agrupacions per la Ribera, alguna com la d'Azagra amb més de 200 membres i fins i tot una secció juvenil. Sent en 1931 el partit navarrès que més es va expandir. Van tenir pressions del Partit Republicà Radical (PR) per a adherir-se a ells, accedint alguna agrupació com la de Milagro que es va adherir en 1931. En un manifest de desembre 1932 el PRAN assenyalava que Navarra és reducte i catau de la reacció més fera per l'influx del clergat, constatant que la Segona República Espanyola no arrelà a Navarra, advocant per la creació d'un Comitè d'Esquerres. El 1931 es va integrar a Izquierda Republicana.